# ファム・タイン・ルオン
ファム・タイン・ルオン（范 誠良、ベトナム語：Phạm Thành Lương / 范誠良、1988年9月10日 - ）は、ベトナム・ハタイ省（現在はハノイと合併）出身の元サッカー選手、サッカー指導者。

## 来歴
2008年、ハノイFC (2012年)のトップチームに昇格した。チームはVリーグ14チーム中13位に終わり、2部リーグに降格したが、ベトナム・カップで優勝し、AFCカップ2009出場権を獲得した。AFCカップ2009ではケダFA戦でゴールを記録した。
2008 AFFスズキカップのベトナム代表メンバーに選出され、マレーシア戦とラオス戦でゴールを決めた。ベトナムは決勝戦でレ・コン・ビンの2得点などでタイに勝利し、AFFスズキカップ初優勝を果たした。
2011年11月、U-23サッカーベトナム代表主将として東南アジア競技大会に出場した。
2012年、ハノイFCが解散後、ハノイT&T FCと契約した。
2013シーズンのVリーグで初優勝を果たした。
2014年11月28日、2014 AFFスズキカップ・フィリピン戦で代表公式戦3年ぶりのゴールを決めた。

## 所属クラブ
- ハノイFC 2006-2012
- ハノイT&T FC 2012-2023

## タイトル

### クラブ
ハノイFC (ハノイACB)
- ベトナム・カップ 優勝 (1) : 2008

ハノイT&T FC
- Vリーグ 優勝 (5) : 2013, 2016, 2018, 2019, 2022
- ベトナム・カップ 優勝 (3) : 2008

### 代表
U-23サッカーベトナム代表
- AFFスズキカップ 優勝 (1) : 2019, 2020, 2022

### 個人
- ベトナム最優秀若手選手賞 (1) : 2008
- ベトナム・ゴールデンボール (4) : 2009, 2011, 2014, 2016
- ベトナム・シルバーボール (1) : 2010